# Jules Ferry
Jules François Camille Ferry (Saint-Dié-des-Vosges, 5 aprile 1832 – Parigi, 17 marzo 1893) è stato un politico francese, oppositore di Napoleone III e tra le più eminenti personalità del partito repubblicano nella Terza Repubblica francese.

## Biografia
Attraverso una serie di articoli (tra cui quelli scritti per Le Temps, raccolti nel pamphlet del 1868 Comptes fantastiques d'Haussmann, in cui gioca nel titolo con i Racconti fantastici di Hoffmann - Contes fantastiques d'Hoffmann nella versione francese) denunciò le speculazioni finanziarie operate dal barone Haussmann per il rinnovamento urbanistico di Parigi. Grazie a questa sua iniziativa il barone venne successivamente estromesso dai poteri concessi. D'altra parte egli stesso, «avvocato squattrinato», divenuto sindaco di Parigi alla proclamazione della Repubblica nel settembre 1870, «riuscì a spremersi un patrimonio dalla carestia» della città assediata dai tedeschi.
Fu Primo ministro due volte: la prima dal 23 settembre 1880 al 14 novembre 1881 e la seconda dal 21 febbraio 1883 al 6 aprile 1885. Dette corso all'annessione delle varie zone indocinesi sulle quali la Francia esercitava la propria influenza economica e di sfruttamento. Mostrò durante la sua carriera politica un forte e attivo impegno nel promuovere l'espansione coloniale francese, osteggiata invece da una parte dell'opinione pubblica e dalla maggior parte dei politici francesi del centro e della destra, una maggioranza piuttosto conservatrice di monarchici e bonapartisti, più interessati a vendicare la sconfitta del 1870 e portare di nuovo la Francia contro la Germania per rivendicare l'Alsazia e la Lorena, che l'accusarono di voler deviare in questo modo gli investimenti al di fuori della nazione.
Ferry, comprendendo che la Germania era troppo potente, per perseguire l'idea di acquistare un grande impero coloniale si fece promotore di una politica di collaborazione con Otto von Bismarck al fine di guadagnarne una «benevola neutralità» nel Sistema bismarckiano. La cooperazione franco-tedesca sul fronte coloniale contro l'impero britannico, politica sensata ma difficilmente popolare, era dettata dalla speranza di creare un cuneo tra le due grandi potenze europee occidentali.
Nel famoso discorso che tenne il 28 luglio 1885 davanti alla Camera dei Deputati, definito dal giornalista Charles-André Julien «il primo manifesto imperialista», Ferry espose, riassumendole intorno a tre motivazioni (idées), la necessità della Francia di proseguire nell'impresa coloniale: la politica coloniale era figlia della politica industriale, come puro sfruttamento economico, come creazione di un "mercato" per i prodotti dell'industria francese; le nazioni europee, «le razze superiori», avevano il diritto ed il dovere di «civilizzare le razze inferiori»; infine, sospinta dallo spirito patriottico ispirato agli ideali del 1789 e dai valori ereditati della filosofia dell'illuminismo e della Rivoluzione francese, in una Europa alla conquista del mondo, anche la Francia doveva avere il suo posto a livello internazionale colonizzando l'Africa in nome della democrazia.
La posizione di Ferry, appoggiata favorevolmente dai Républicains progressistes per questioni ideologiche, trovò invece ulteriori opposizioni nel Partito Radicale di Georges Clemenceau, l'estrema sinistra repubblicana, che con la sua veemente risposta alla stessa Camera dei Deputati del 30 luglio seguente, criticò la politica coloniale come una forma di distrazione dalla "vendetta" contro la Prussia (revanscismo francese).
Nella sua attività di governo promosse provvedimenti a favore della separazione tra Stato e Chiesa e per la laicità della scuola pubblica. L'8 luglio 1875 è iniziato in Massoneria nella loggia «La Clémente Amitié» del Grande Oriente di Francia, assieme a Émile Littré e a Grégoire Wyrouboff. Una grande pubblicità è fatta al discorso di Littré, e la stampa ne dà ampiamente notizia. In seguito Ferry fu membro della loggia «Alsace-Lorraine».
Morì a Parigi il 17 marzo 1893, poche settimane prima di compiere 61 anni.